# Leichtathletik-Europameisterschaften 2018/3000 m Hindernis der Männer

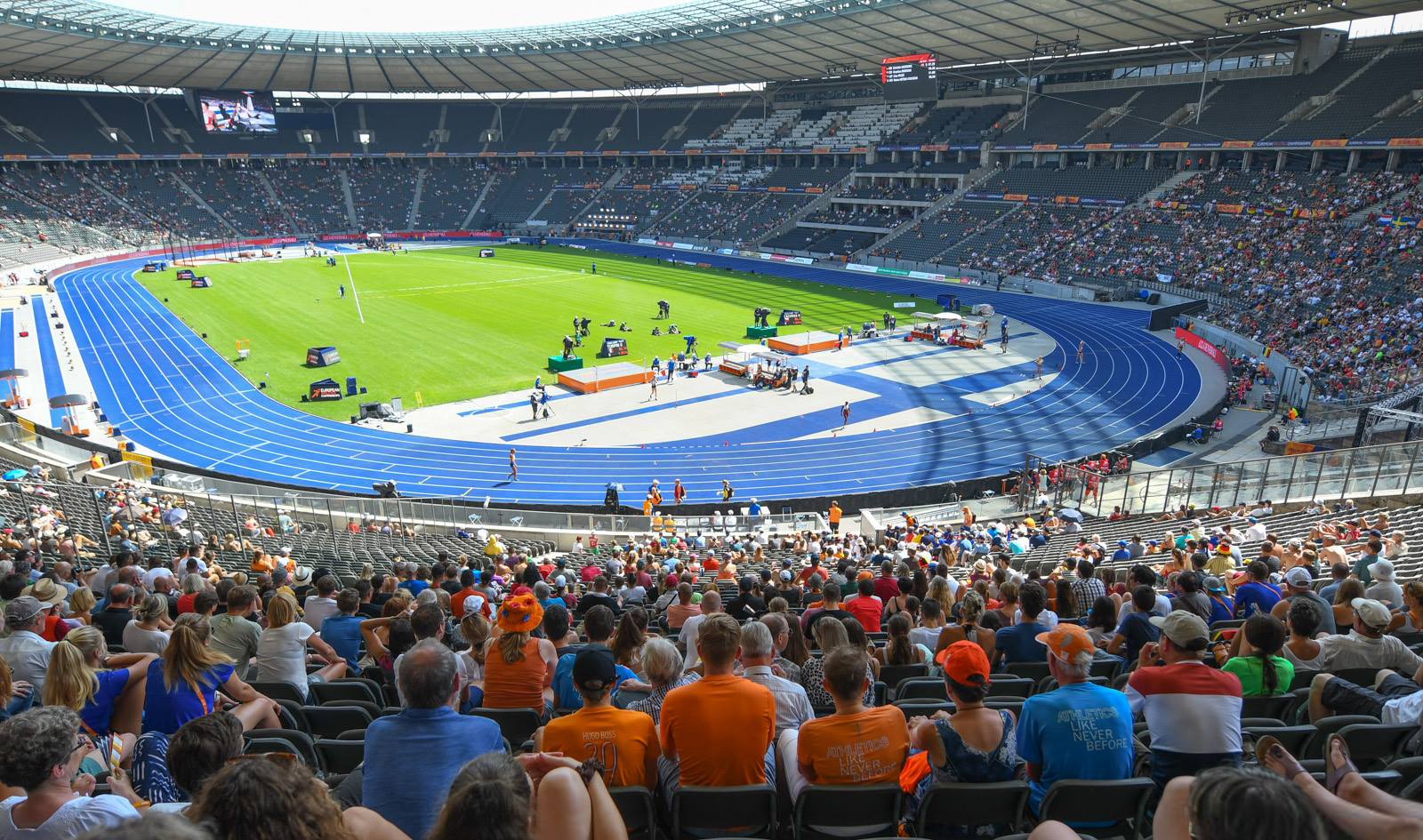
Das Berliner Olympiastadion am 9. August 2018

Der 3000-Meter-Hindernislauf der Männer bei den Leichtathletik-Europameisterschaften 2018 fand am 7. und 9. August im Olympiastadion in der deutschen Hauptstadt Berlin statt.
Der Franzose Mahiedine Mekhissi-Benabbad gewann seinen insgesamt fünften Titel als Europameister. 2010, 2012 und 2016 hatte er auf der Hindernisstrecke triumphiert, 2014 den 1500-Meter-Lauf für sich entschieden.
Zweiter wurde der Spanier Fernando Carro Morillo.
Bronze ging an den Italiener Yohanes Chiappinelli.

## Rekorde

### Bestehende Rekorde
| Weltrekord           | 7:53,63 min | Saif Saaeed Shaheen         | Brüssel, Belgien      | 3. September 2004 |
| Europarekord         | 8:00,09 min | Mahiedine Mekhissi-Benabbad | Paris, Frankreich     | 6. Juli 2013      |
| Meisterschaftsrekord | 8:07,87 min | Mahiedine Mekhissi-Benabbad | EM Barcelona, Spanien | 1. August 2010    |

Die drei Rennen dieser Europameisterschaften waren auf eine reine Spurtentscheidung ausgerichtet. So wurde der bestehende EM-Rekord nicht erreicht. Die schnellste Zeit erzielte der später im Finale drittplatzierte Italiener Yohanes Chiappinelli mit 8:28,41 min im zweiten Vorlauf, womit er 20,54 s über dem Rekord blieb. Zum Europarekord fehlten ihm 28,78 s, zum Weltrekord 34,78 s.

### Rekordverbesserung
Es wurde ein neuer Landesrekord aufgestellt:

8:28,84 min – Kaur Kivistik (Norwegen), zweiter Vorlauf am 7. August

## Legende
Kurze Übersicht zur Bedeutung der Symbolik – so üblicherweise auch in sonstigen Veröffentlichungen verwendet:
| NR  | Nationaler Rekord                        |
| PB  | Persönliche Bestleistung                 |
| SB  | Persönliche Jahresbestleistung           |
| DNF | Wettkampf nicht beendet (did not finish) |

## Vorläufe
Aus den beiden Vorläufen qualifizierten sich die jeweils fünf Ersten jedes Laufes – hellblau unterlegt – und zusätzlich die fünf Zeitschnellsten – hellgrün unterlegt –  für das Halbfinale.

### Lauf 1

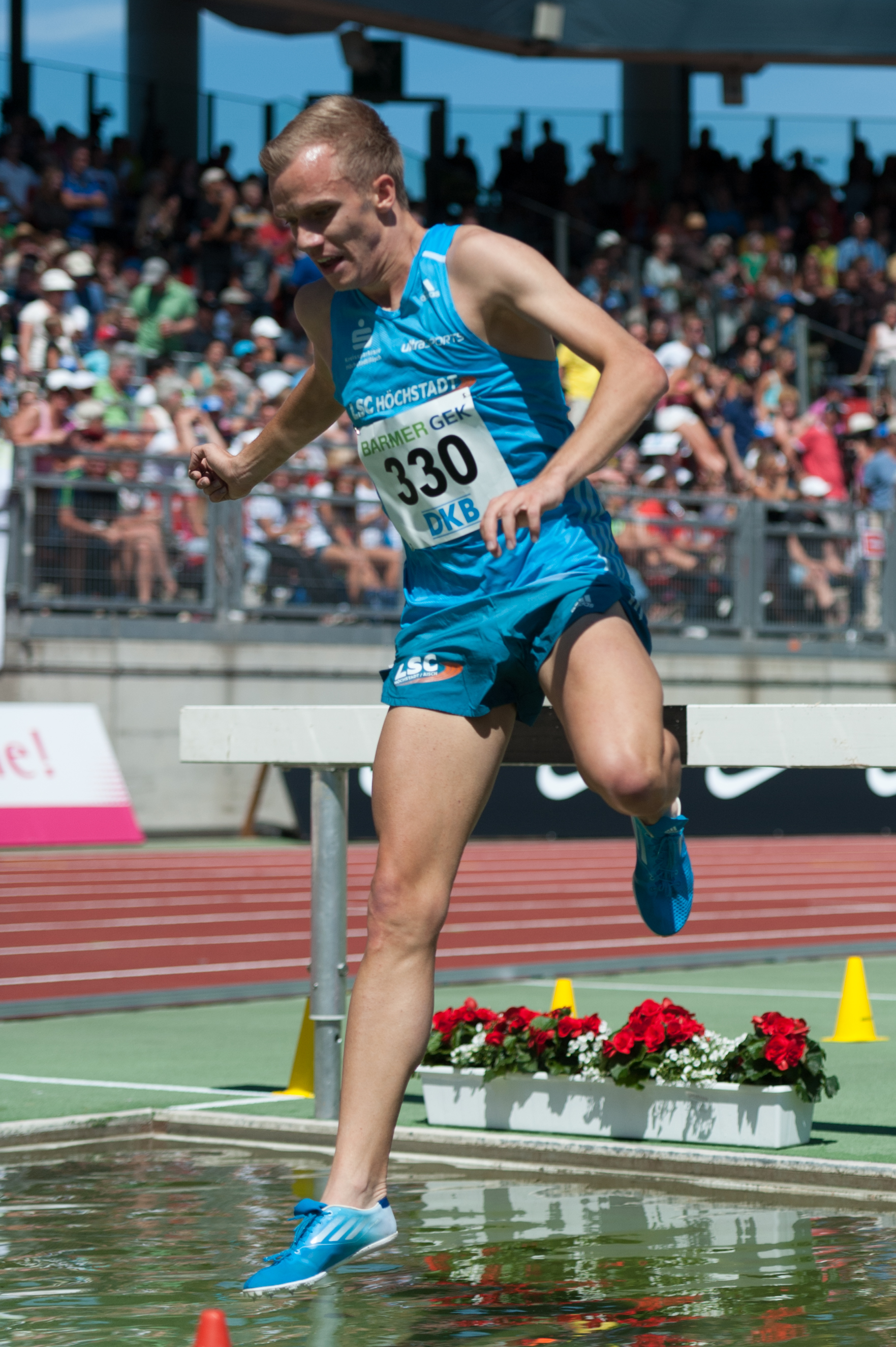
Ein neunter Platz in seinem Vorlauf reichte Martin Grau nicht für die Finalteilnahme
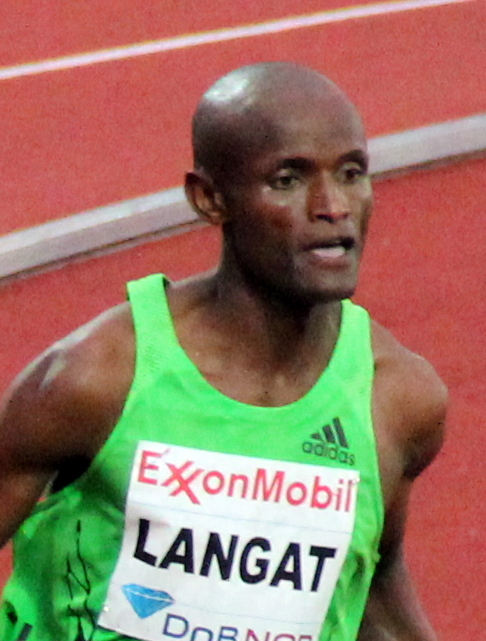
Tarık Langat Akdağ erreichte in seinem Vorlauf nicht das Ziel

7. August 2018, 11:40 Uhr MESZ
| Platz | Athlet                 | Land           | Zeit (min) |
| ----- | ---------------------- | -------------- | ---------- |
| 1     | Topi Raitanen          | Finnland       | 8:28,48 PB |
| 2     | Krystian Zalewski      | Polen          | 8:29,11    |
| 3     | Daniel Arce            | Spanien        | 8:29,25    |
| 4     | Fernando Carro Morillo | Spanien        | 8:29,63    |
| 5     | Djilali Bedrani        | Frankreich     | 8:29,75    |
| 6     | Tom Erling Kårbø       | Norwegen       | 8:29,90    |
| 7     | Zak Seddon             | Großbritannien | 8:30,00    |
| 8     | Jamaine Coleman        | Großbritannien | 8:33,78    |
| 9     | Martin Grau            | Deutschland    | 8:33,81    |
| 10    | Justinas Beržanskis    | Litauen        | 8:36,88 PB |
| 11    | Osama Zoghlami         | Italien        | 8:43,92    |
| 12    | Luca Sinn              | Österreich     | 8:44,80 PB |
| DNF   | Tarık Langat Akdağ     | Türkei         |            |
| DNF   | Emil Blomberg          | Schweden       |            |

### Lauf 2

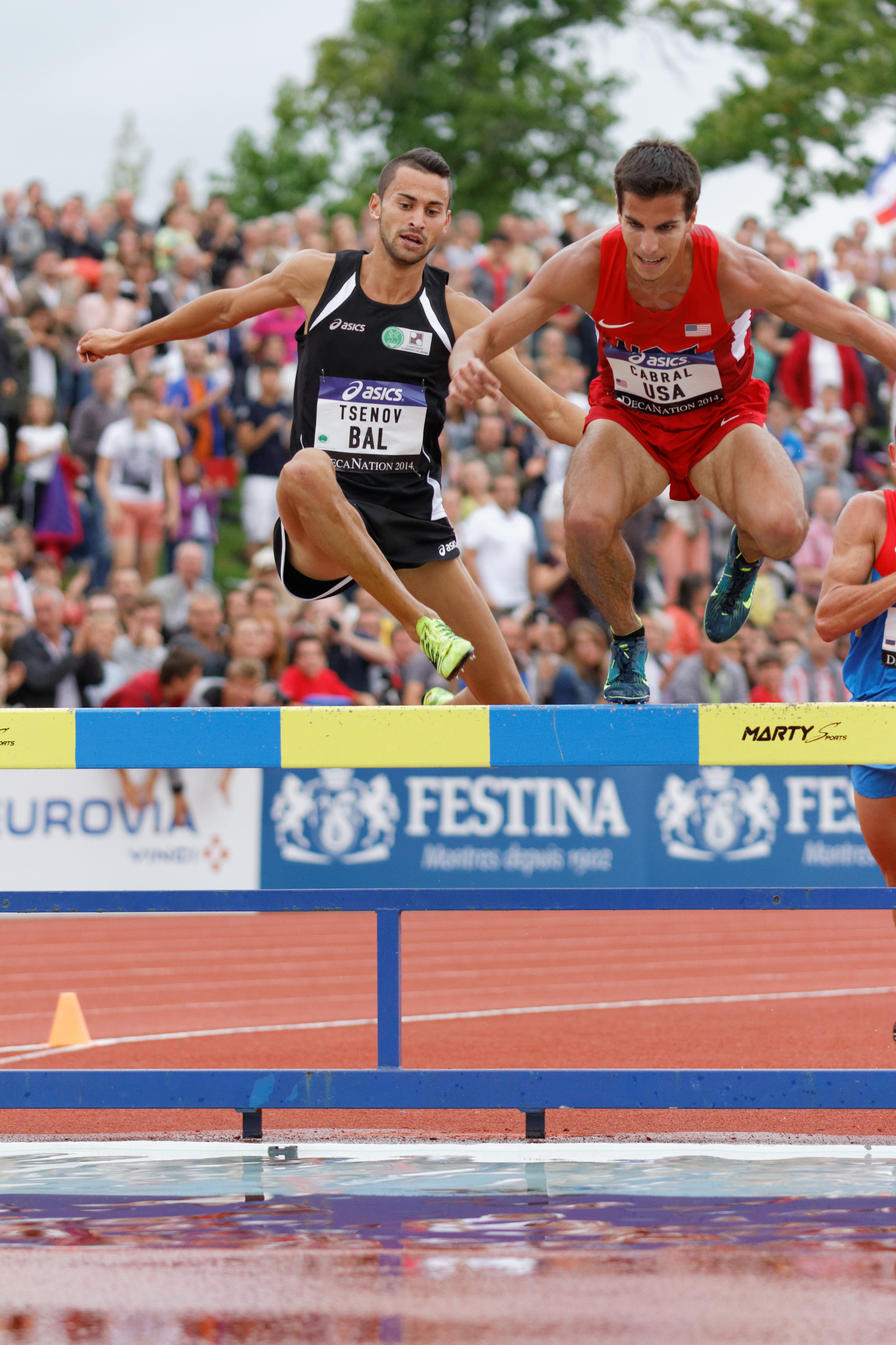
Mitko Zenow (links) schied nach Platz neun in seinem Vorlauf aus
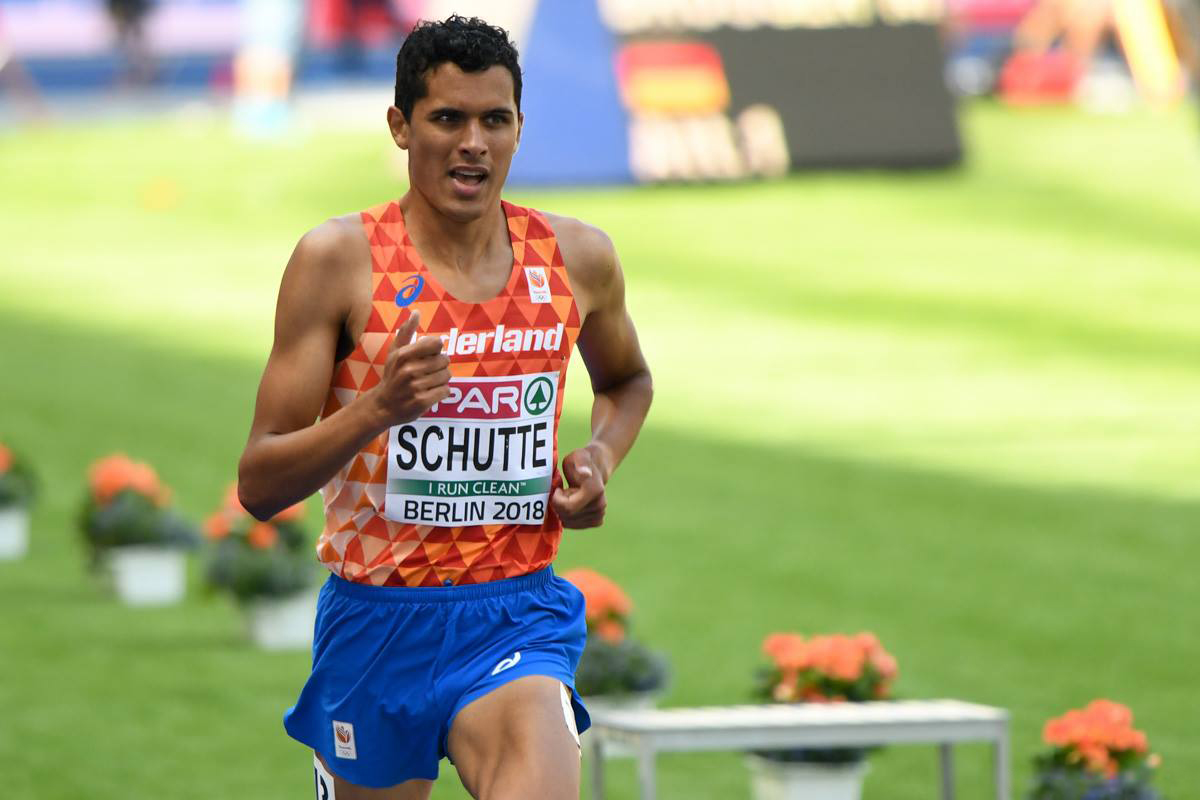
Nach Rang elf im zweiten Vorlauf erreichte Noah Schutte nicht das Finale

7. August 2018, 11:55 Uhr MESZ
| Platz | Athlet                      | Land           | Zeit (min) |
| ----- | --------------------------- | -------------- | ---------- |
| 1     | Yohanes Chiappinelli        | Italien        | 8:28,41    |
| 2     | Mahiedine Mekhissi-Benabbad | Frankreich     | 8:28,61    |
| 3     | Yoann Kowal                 | Frankreich     | 8:28,75    |
| 4     | Ahmed Abdelwahed            | Italien        | 8:28,80    |
| 5     | Kaur Kivistik               | Estland        | 8:28,84 NR |
| 6     | Napoleon Solomon            | Schweden       | 8:29,10    |
| 7     | Sebastián Martos            | Spanien        | 8:29,67    |
| 8     | Ole Hesselbjerg             | Dänemark       | 8:30,44 SB |
| 9     | Mitko Zenow                 | Bulgarien      | 8:36,39    |
| 10    | Ieuan Thomas                | Großbritannien | 8:40,87    |
| 11    | Noah Schutte                | Niederlande    | 8:45,81    |
| 12    | Jerwand Mkrttschjan         | Armenien       | 8:50,35 PB |
| 13    | Iwo Balabanow               | Bulgarien      | 8:51,52 PB |
| 14    | Johannes Motschmann         | Deutschland    | 8:51,65    |
| 15    | André Pereira               | Portugal       | 8:54,63    |

## Finale
9. August 2018, 21:20 Uhr MESZ
| Platz | Athlet                      | Land           | Zeit (min) |
| ----- | --------------------------- | -------------- | ---------- |
|       | Mahiedine Mekhissi-Benabbad | Frankreich     | 8:31,66    |
|       | Fernando Carro Morillo      | Spanien        | 8:34,16    |
|       | Yohanes Chiappinelli        | Italien        | 8:35,81    |
| 4     | Yoann Kowal                 | Frankreich     | 8:36,77    |
| 5     | Zak Seddon                  | Großbritannien | 8:37,28    |
| 6     | Daniel Arce                 | Spanien        | 8:38,12    |
| 7     | Krystian Zalewski           | Polen          | 8:38,59    |
| 8     | Topi Raitanen               | Finnland       | 8:40,11    |
| 9     | Kaur Kivistik               | Estland        | 8:40,32    |
| 10    | Djilali Bedrani             | Frankreich     | 8:41,83    |
| 11    | Tom Erling Kårbø            | Norwegen       | 8:42,91    |
| 12    | Napoleon Solomon            | Schweden       | 8:43,66    |
| 13    | Ahmed Abdelwahed            | Italien        | 8:44,77    |
| 14    | Sebastián Martos            | Spanien        | 8:46,76    |
| 15    | Ole Hesselbjerg             | Dänemark       | 8:48,48    |

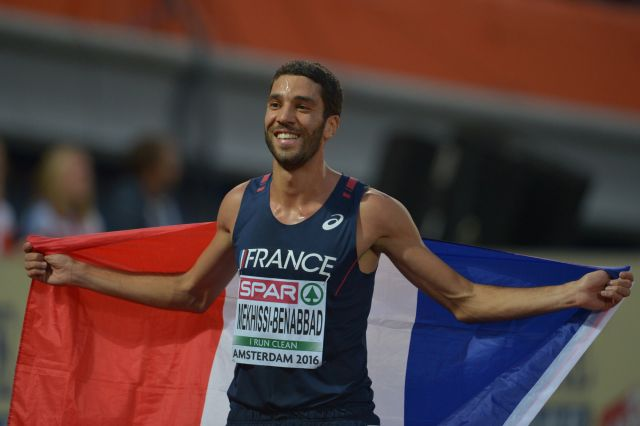
Europameister Mahiedine Mekhissi-Benabbad

Der vierfache Europameister Mahiedine Mekhissi-Benabbad aus Frankreich war der einzige Hindernisläufer aus Europa, der auf Weltniveau gegen die Läufer aus Afrika und den USA konkurrenzfähig war. Er ging hier als klarer Favorit an den Start. Für die weiteren Medaillen kamen vor allem Mekhissi Landsmann Yoann Kowal – EM-Dritter von 2016 / Europameister von 2014 – und der Pole Krystian Zalewski – Vizeeuropameister von 2014 – in Frage. Zu rechnen war aber auch mit den Läufern aus Spanien, die mit drei Teilnehmern in diesem Finale standen.
Das Rennen begann in einem Bummeltempo, die 1000-Meter-Zwischenzeit lautete 3:02,31 min. Auf dem zweiten Streckendrittel wurde es zwar flotter, aber auch 2:49,31 min für den zweiten Kilometer waren kein Toppwert. An dieser Stelle führte der Italiener Yohanes Chiappinelli, der im Vorlauf die schnellste Zeit vorgelegt hatte. Es lief also alles auf ein Spurtrennen hinaus. Am Ende war Mahiedine Mekhissi-Benabbad nicht zu schlagen und gewann mit zweieinhalb Sekunden Vorsprung seinen bereits fünften EM-Titel. Vizeeuropameister wurde der Spanier Fernando Carro Morillo. Yohanes Chiappinelli sicherte sich etwas überraschend die Bronzemedaille  vor Yoann Kowal. Der Brite Zak Seddon wurde Fünfter, der Spanier Daniel Arce belegte Rang sechs vor Krystian Zalewski und dem Finnen Topi Raitanen.

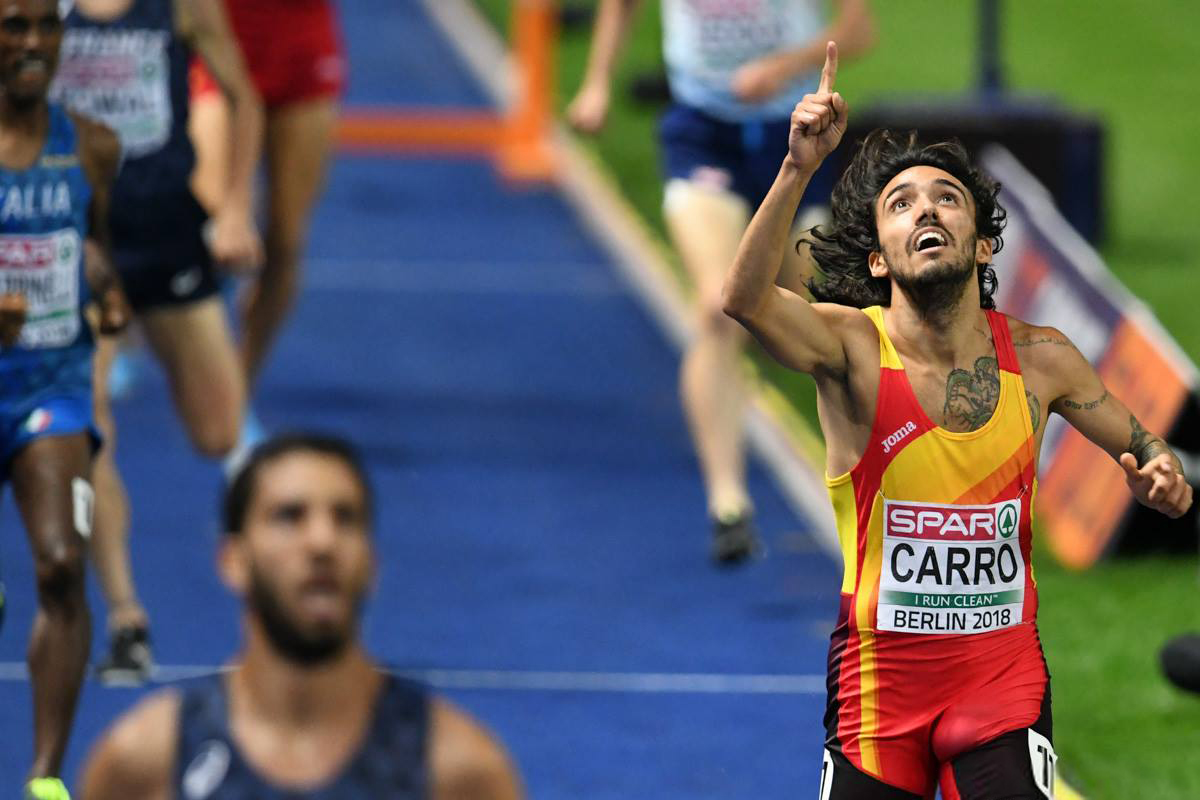
Vizeeuropameister Fernando Carro
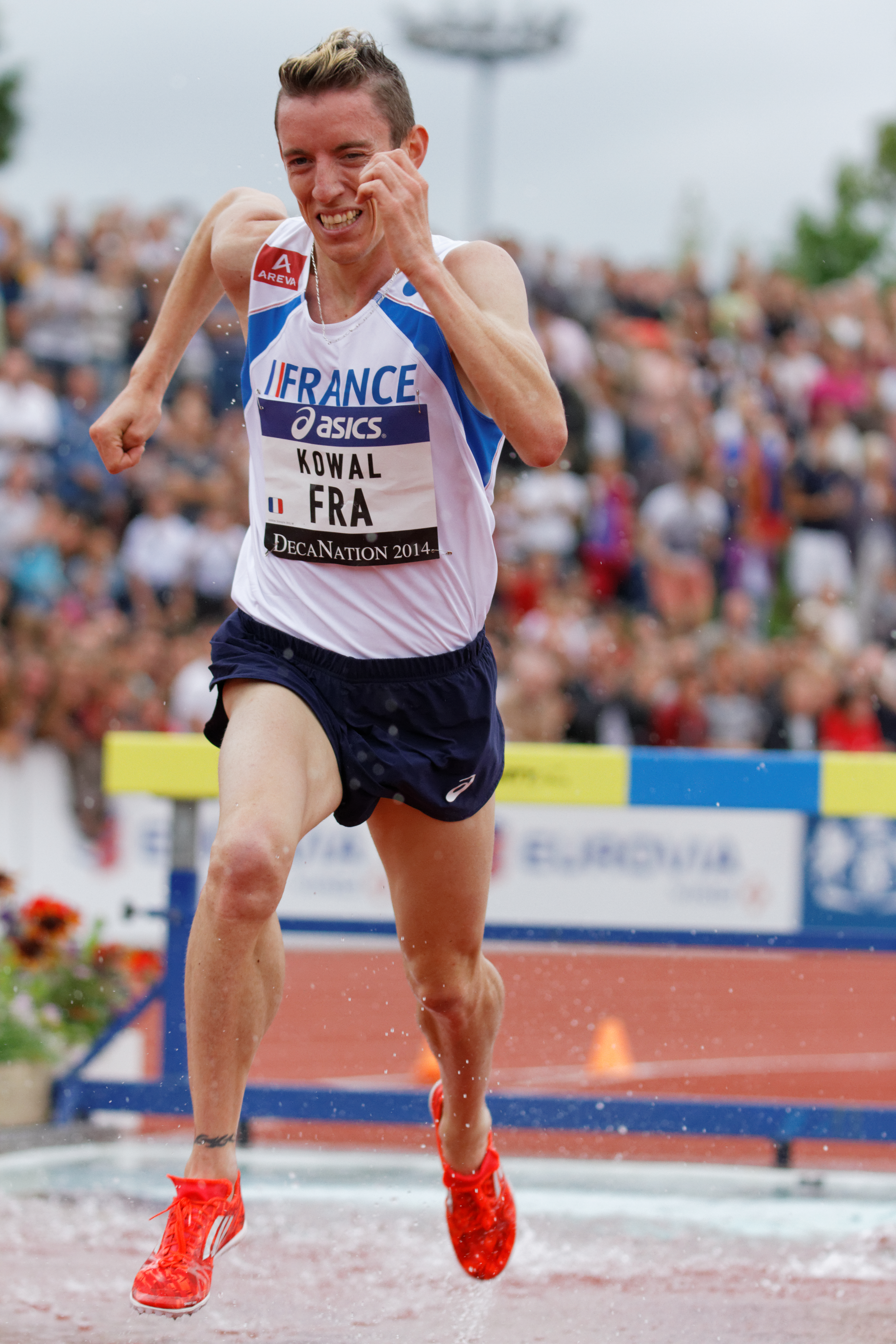
Yoann Kowal erreichte den vierten Platz
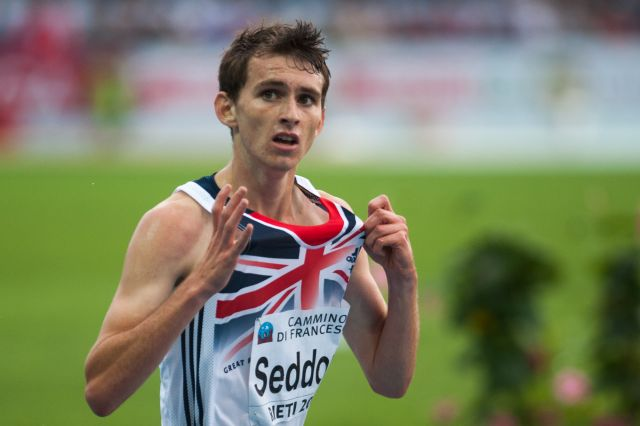
Zak Seddon kam auf Rang fünf

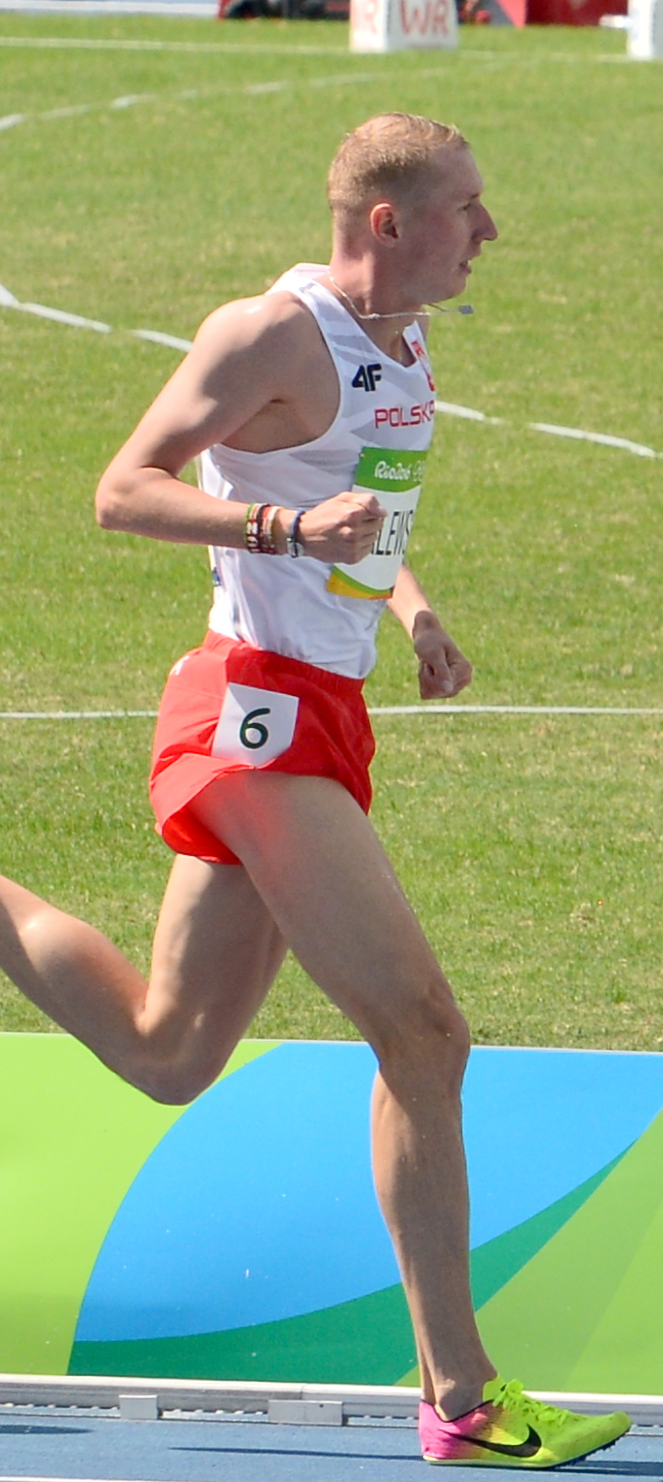
Platz sieben für Krystian Zalewski
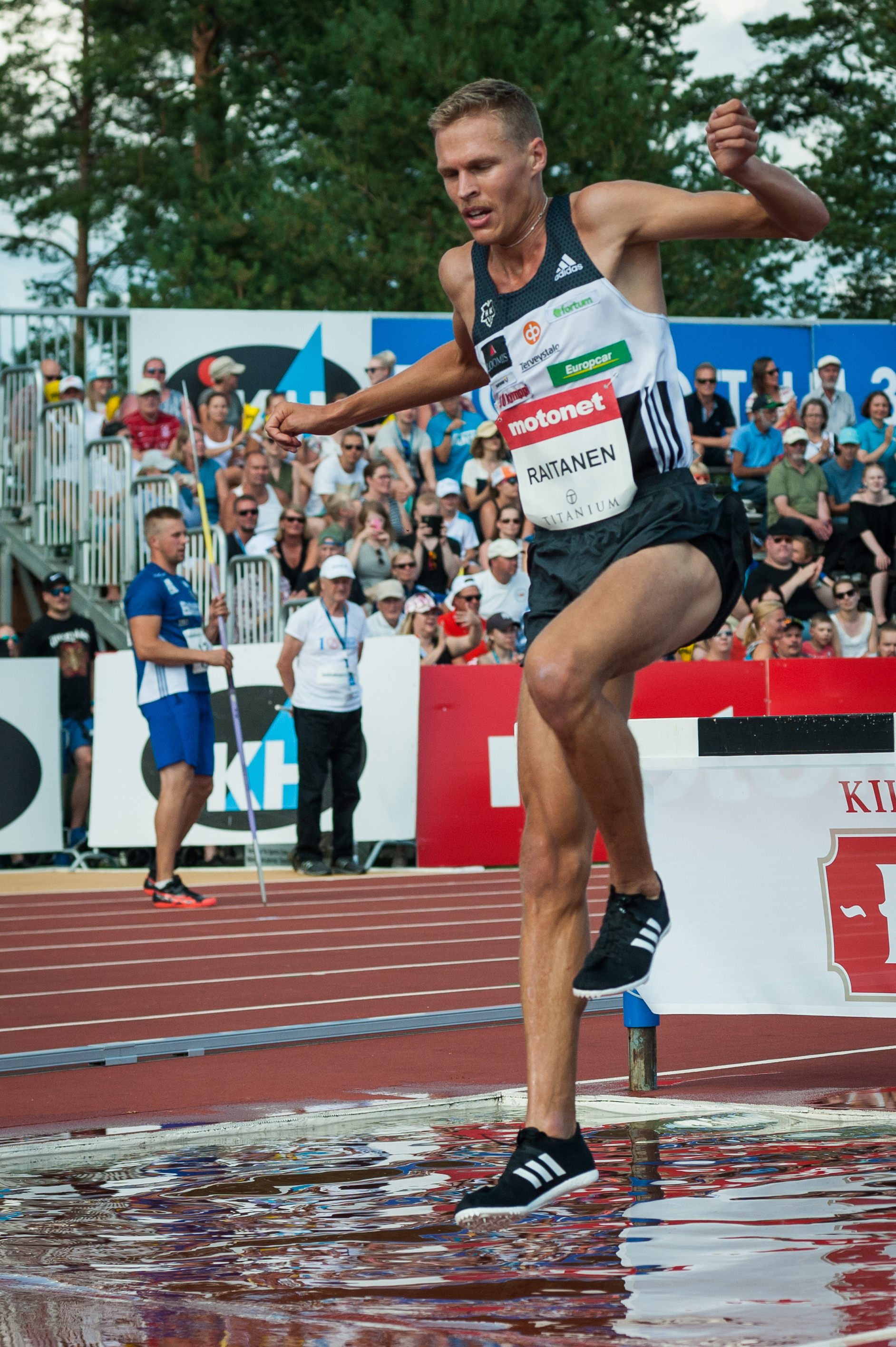
Topi Raitanen belegte Rang acht
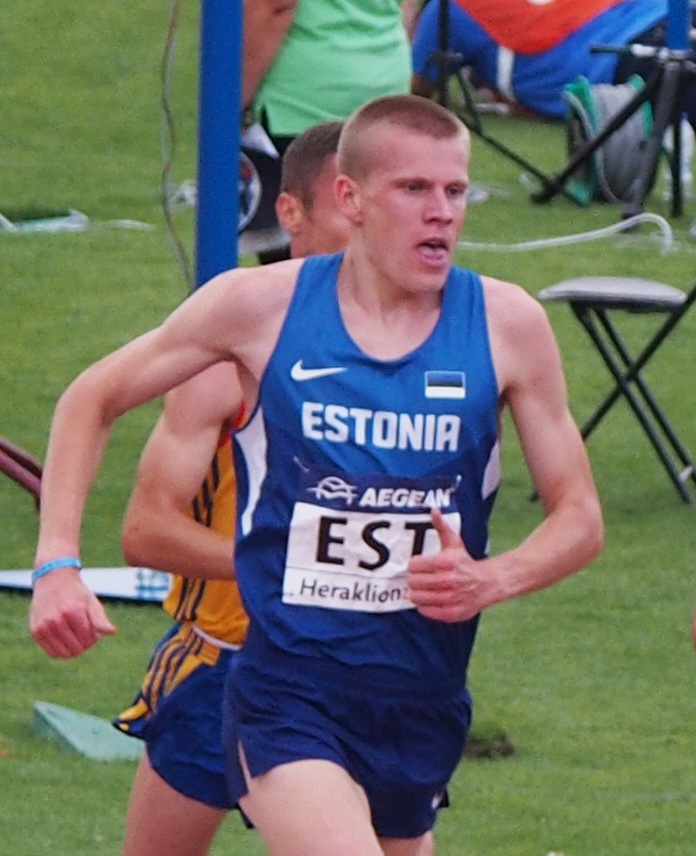
Kaur Kivistik (im Vorlauf mit norwegischem Landesrekord) – Platz neun
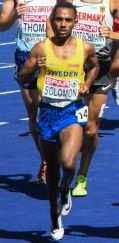
Napoleon Solomon – Platz zwölf

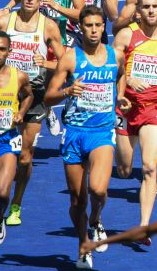
Ahmed Abdelwahed – Platz dreizehn
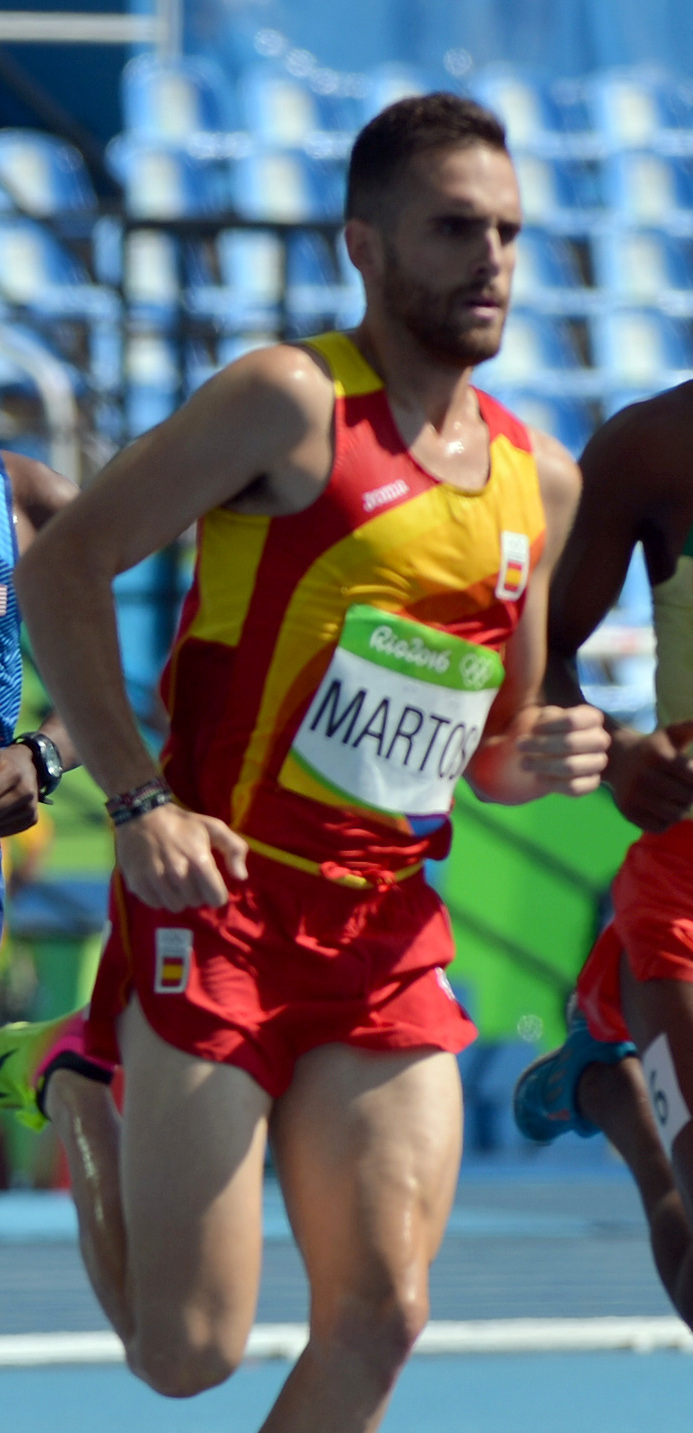
Sebastián Martos – Platz vierzehn
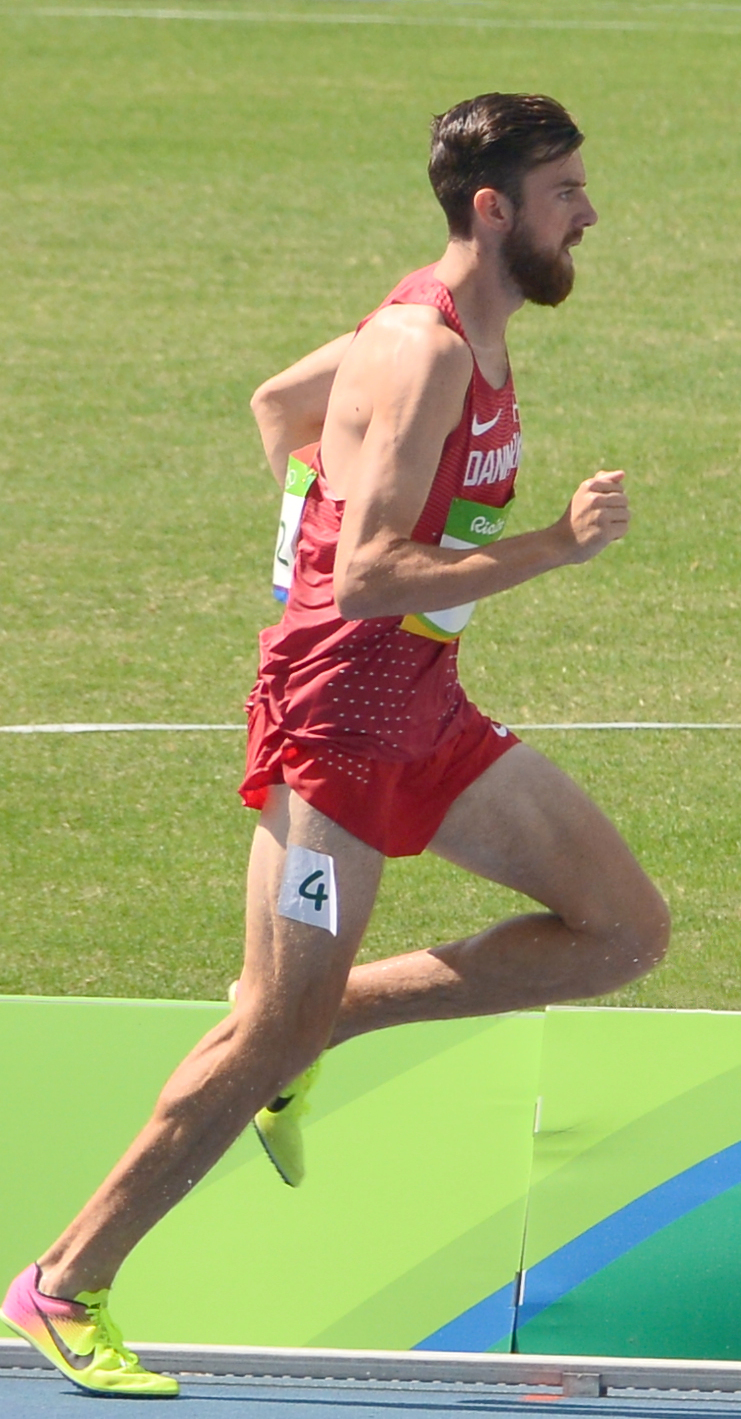
Ole Hesselbjerg – Platz fünfzehn